# Mipham Chokyi Lodro
Shamar Rinpoché
Tinlay Kunchap
Mipham Chokyi Lodro est le 14e Shamar Rinpoché (22 septembre 1952, Derge, Tibet - 11 juin 2014, Renchen ) est l'un des régents du Karmapa le chef spirituel de la lignée Karma Kagyu.

## Biographie
Mipham Chokyi Lodro, reconnu comme le 14e de la lignées des Shamar Rinpoché, est né le 22 septembre 1952 à Derge au Tibet dans la famille de son oncle, Rangjung Rigpe Dorje, le 16e karmapa, comme son frère Jigmé Rinpoché,.
La reconnaissance de sa réincarnation a été bannie en 1792 par le gouvernement tibétain pour des raisons politiques.
En 1956, Shamar Rinpoché et son frère, Jigmé Rinpoché, se rendirent à Tsourphou, siège des karmapas au Tibet. Shamarpa, âgé de quatre ans, a fait preuve de capacités particulières, notamment en reconnaissant quelques moines d'une vie antérieure au monastère de Yangpachen. À la lumière de ces signes particuliers, le 16e karmapa a demandé au 14e dalaï-lama de révoquer l'interdiction de reconnaissance des incarnations Sharmapa. Le consentement fut donné et une intronisation privée de Shamar Rinpoché eut lieu en 1958. Son éducation formelle eut lieu à Rumtek et il reçut des transmissions et des initiations du karmapa et d'autres maîtres Kagyu et Nyingma. En 1964, le gouvernement tibétain en exil a officiellement levé l'interdiction de cent soixante-dix ans sur l'institution Shamarpa,, et Shamar Rinpoché a été officiellement intronisé. Après avoir terminé ses études en 1979, le Shamarpa a commencé sa vaste activité d'enseignement.
Dans les années 1980, le 14e Shamar Rinpoché créa un centre éducatif pour les exilés tibétains à Rumtek, l'Institut Nalanda. Il a également fondé un centre éducatif à Kalimpong et un centre de retraite à Parphing. Il a également supervisé la construction de l’ Institut bouddhiste international Karmapa (KIBI) et a personnellement dirigé l’institut au cours de ses premières années. Shamar Rinpoché a repris le projet — conçu par Lopön Tsechu Rinpoché — de construction du plus haut stūpa d'Europe ; construit à Benalmádena, en Espagne, en coopération avec le gouvernement local, il mesure trente-trois mètres de haut et a été inauguré en 2003, en présence de Ole Nydahl , de représentants de la famille royale et du gouvernement bhoutanais et des autorités locales espagnoles.
En Occident, le Shamarpa a fondé un centre de retraite en Virginie en 1996, ainsi que d'autres centres Bodhi Path, des groupes de méditation non sectaires et laïques.
Mipham Chokyi Lodro a reconnu Trinley Thaye Dorje comme 17e karmapa. Il a eu de nombreux disciples à travers le monde (États-Unis, France, Allemagne, Inde, Hong Kong...). Shamar Rinpoché a fondé les centres Boddhipath, dont l'approche du Bouddhisme met en valeur une progression pédagogique de la méditation et d'études basées sur le calme mental et des étapes progressives fondées sur la tradition spirituelle séculaire du Mahamudra.
Il vient régulièrement en France au monastère Dhagpo Kundreul Ling en Auvergne et dans le centre d'étude à Dhagpo Kagyu Ling en Dordogne pour y donner enseignements et initiations.
Il entreprend la rénovation du siège des Shamarpas dans la Préfecture de Lhassa dans la région autonome du Tibet, Yangpachen, ainsi que l'aide aux familles laïques de la vallée.
Le 9 janvier 2007, Orgyen Trinley Dorje, reconnu comme 17e karmapa par d'autres maîtres tibétains, rencontre Shamar Rinpoché à New Delhi.
Après avoir suivi plusieurs jours d'enseignement à Renchen dans le Bade-Wurtemberg, Mipham Chokyi Lodro meurt le 11 juin 2014, d'une crise cardiaque alors que le karmapa Orgyen Trinley Dorje effectue une tournée en Allemagne. « Tous les êtres, même le Bouddha lui-même, doivent passer », a-t-il déclaré à ses disciples juste avant sa mort.
Le gouvernement du Népal accorde une lettre de « non-objection » pour effectuer la crémation traditionnelle du corps de Shamar Rinpoché au nouveau monastère de Shar Minub à Katmandou, mais le gouvernement est ensuite revenu sur sa décision sous pression de la Chine. N'ayant pas été autorisé à entrer au Népal, le corps a été accueilli par des dizaines de milliers de personnes, d'abord à Renchen-Ulm, en Allemagne (où la majorité étaient des étudiants de Diamond Way (en) ), puis à New Delhi et Kalimpong, en Inde, et enfin à le Palais Royal du Bhoutan, où Shamar Rinpoché entretenait des relations étroites avec la famille royale. Le gouvernement népalais est  revenu sur sa décision et la crémation a eu lieu à Katmandou, le 31 juillet au monastère de Shar Minub.
Les reliques de Shamar Rinpoché ont été placées dans des stūpa à Dhagpo Kagyu Ling en France et à Renchen-Ulm en Allemagne. D'autres reliquaires se trouvent à Natural Bridge, en Virginie ; KIBI, New Delhi ; ainsi qu'au Shar Minub Institute au Népal.
Le 4 décembre 2023, Trinley Thaye Dorje et Orgyen Trinley Dorje, reconnus comme 17e karmapa par leurs disciples respectifs, publient une déclaration commune concernant la réincarnation de Mipham Chokyi Lodro. Ils déclarent notamment que la reconnaissance du 15e Shamar Rinpoché se fera en commun et que la responsabilité de son éducation sera assumée par les deux hommes.